# Sayed Faruq-ur-Rahman
Sayed Faruq-ur-Rahman (9 de agosto de 1945 - 28 de enero de 2010) fue un oficial del ejército y político en Bangladesh, conocido popularmente como el coronel Faruq en todo el país. 
Fue el líder y arquitecto del movimiento de algunos militares descontentos del entonces naciente Bangladesh para derrocar del poder a Sheikh Mujibur Rahman, una figura principal en la guerra de liberación de Bangladés y el primer presidente del país. Era segundo al mando del 1° Regimiento de Lanceros de Bengala y mayor del Ejército de Bangladesh al momento del golpe, tras el cual fue ascendido a teniente coronel.
En 1981, Faruq fundó el Partido de la Libertad de Bangladesh con sus aliados y se postuló a la presidencia contra Hussain Muhammad Ershad en 1986. Tras el regreso al poder de la Liga Awami de Bangladesh bajo el liderazgo de Sheikh Hasina a finales de la década de 1990, Farooq fue arrestado y condenado, lo que condujo a su ejecución el 28 de enero de 2010, junto con otros golpistas como Bazlul Huda y Sultan Shahriar Rashid Khan.

## Biografía
Faruq-ur-Rahman nació el 9 de agosto de 1946 en una familia aristocrática en su aldea ancestral paterna de Naogaon Sadar. Su padre fue Sayed Ataur Rahman, un médico y un mayor en el ejército. Su madre era Mahmuda Khatun, hija de Abdul Latif Khan, que pertenecía a una familia zamindar en el distrito de Jamalpur en Mymensingh, descendiente de soldados turcos de fortuna bajo los emperadores mogoles.

### Educación
La educación de Sayed Farooq-ur-Rahman se centró principalmente en los destinos de su padre, quien sirvió en el ejército pakistaní. Cambió de lugar de estudio seis veces en trece años debido a la ubicación del destino de su padre como médico entre Pakistán Occidental y Pakistán Oriental. 
También le apasionaba volar, lo cual persiguió obteniendo una licencia de piloto solo a los 17 años e intentó sin éxito unirse a la Fuerza Aérea de Pakistán. Sus padres no querían que se uniera al ejército, fue admitido en la Universidad de Bristol en Inglaterra para un curso de ingeniería aeronáutica, pero tenía otros planes para una carrera en el ejército.

## Carrera militar
En 1974, Rahman fue puesto a cargo de recuperar armas en Demra, y en los distritos de Munshiganj, Narayanganj y Narsingdi. Había experimentado algunas cosas que lo hicieron crítico del gobierno de la Liga Awami de Bangladés.
En 1975, Rahman era un mayor en el Ejército de Bangladés. Habló en contra de Mujib a sus compañeros oficiales del ejército, y les indicó que Mujib daría el país a la India y establecería una monarquía. Él y Sultan Shahriar Rashid Khan discutieron formas de sacar a Mujib del poder y pidieron apoyo al general de brigada Ziaur Rahman. Aunque Ziaur expresó su incapacidad para apoyarlos, el les pidió que hicieran lo que creyeran necesario. Fueron apoyados encubiertamente por Khondaker Mushtaque Ahmed, quien fue presentado a Rahman por el mayor Khandaker Abdur Rashid.
El 12 de agosto de ese año, discutió los planes con sus compañeros oficiales en la fiesta de su aniversario de bodas en el Club de Oficiales de Daca. Allí, los oficiales acordaron el 15 de agosto de 1975 como la fecha para dar el golpe.

Fotografía de Faruq como Coronel del Ejército.

## Asesinato de Mujib
El 14 de agosto de 1975, Sayed Farooq-ur-Rahman se reunió con el capitán Abdul Aziz Pasha, el capitán Bazlul Huda, el mayor Khandaker Abdur Rashid, el mayor Shariful Haque Dalim y otros oficiales en su oficina para finalizar el plan. Según el plan, Rahman comandaba los tanques de los Lanceros de Bengala.
Mujib Rahman fue asesinado en su casa por el capitán Bazlul Huda y el mayor Noor ese mismo día. Inmediatamente después del asesinato, los oficiales se reunieron en la oficina de Bangladesh Betar,  e instalaron a Khondaker Mushtaque Ahmed como el nuevo presidente de Bangladesh. Mushtaque llamó a los asesinos como "los hijos valientes" y aprobó una ordenanza de indemnización, que los protegía del procesamiento.
Rahman fue ascendido a teniente coronel y ocupó un puesto en el nuevo régimen, hasta que fue derrocado en un contragolpe meses después, por oficiales pro-Mujib liderados por el mayor general Khaled Mosharraf, quien derrocó a Mushtaque Ahmed. Sin embargo, dicho golpe llevaría al poder al mayor general Zia Rahman. Tras asumir el poder, Rahman designó a los involucrados en el golpe contra Mujib, como parte del cuerpo diplomático en puestos extranjeros, con la excepción de Sayed Faruq-ur-Rahman y Sultan Shahriar Rashid Khan, quienes se negaron a aceptar los cargos diplomáticos.
Más tarde, en 1976, con la ayuda de un vicemariscal, Farooq y Rashid regresaron a Bangladés para dar otro golpe de estado. Movilizaron a los regimientos de Lanceros de Bengala, que se habían dividido entre Savar y Bogra. Sin embargo, fueron acorralados por la brigada de Daca, al mando de Mir Shawkat Ali, en Savar, mientras que en Bogra los acorraló el 6.º Regimiento de Bengala Oriental y la 11.ª división, al mando de Hanan Shah  Finalmente, Farooq se rindió y se le permitió abandonar el país. Sin embargo, sus partidarios en Bogra fueron derrotados y los lanceros de Bengala fueron disueltos.
En 1979, el parlamento de Bangladés, bajo el liderazgo del Partido Nacionalista de Bangladesh, convirtió la ordenanza de indemnización en ley oficial. Sin embargo, Faruq-ur-Rahman fue destituido del Ejército de Bangladés por su participación en los motines de los acantonamientos de Savar y Bogra y fue enviado al extranjero. Asi mismo, las figuras del golpe que asesinaron a Mujib, fueron destituidos de sus cargos públicos tras intentar un golpe de estado contra Rahman en 1980.

### Vida política
Tras el asesinato de Rahman en 1981, Rahman regresó a la política de su país, fundando el Partido de la Libertad de Bangladesh. En 1986, se postuló  postulándose a la presidencia contra Hussain Muhammad Ershad, del Partido Jatiya, y Muhammadullah Hafezzi. En dichas elecciones, Faruq-ur-Rahman obtuvo el 4,64% de los votos, quedando en tercer lugar.
Según Kamal Hossain, abogado formado en Oxford, quien fue ministro de Justicia de Sheikh Mujibur Rahman y posteriormente ministro de Asuntos Exteriores, indicó que el gobierno había dado "facilidad tanto a el, como a Muhammad Ershad, quien quería que algún candidato se presentara contra él en las elecciones". Asi mismo, indicó que Ershad "permitió que Faruq se presentara para ganar credibilidad".

## Juicio y ejecución
En 1996, la Liga Awami, bajo el liderazgo de la hija de Sheikh Mujibur Rahman, Sheikh Hasina, ganó las elecciones generales y se convirtió en Primera Ministra de Bangladesh. Bajo la mayoría de su partido, se derogó la ley de indemnización y se inició un proceso judicial por el asesinato de Mujib y su familia. En agosto de 1996, fue arrestado por la Policía de Bangladesh.  En 1998, el Tribunal Superior de Dhaka condenó a muerte a Sayed Faruq-ur-Rahman.
Después de la derrota de la Liga Awami en las elecciones de 2001, el gobierno de Begum Khaleda Zia ralentizó los procedimientos en el caso del asesinato de Mujib. En octubre de 2007, presentó una apelación ante la Corte Suprema de Bangladesh. Después de que Sheikh Hasina regresara al poder en 2009, el proceso judicial se reinició. Luego de que la Corte Suprema de Bangladesh rechazara la petición de clemencia de Rahman, fue ejecutado junto con otros conspiradores el 28 de enero de 2010.

## Vida familiar
Sayed Faruq-ur-Rahman se casó con Farida Khan, hija de S. H. Khan, hermano menor de Abul Kashem Khan, un destacado industrial y ministro perteneciente a la prominente familia Khan de Chittagong.
Su hijo mayor, Sayed Tariq Rahman, es presidente del Partido de la Libertad de Bangladesh, fundado por él. Mientras tanto, Sayed Zubair Faruq, su hijo menor, es el vicepresidente de dicho partido. Zubair Faruq, se graduó como doctor en economía del comportamiento y banca ética por la Universidad Tecnológica de Sídney, además de ser asesor financiero ministerial de Mohammed bin Rashid al-Maktoum.
Faruq le apasionaba volar aviones, leer libros sobre historia y tácticas militares y conducir coches rápidos.